# 永井晋
永井 晋（ながい すすむ、1959年 - ）は、日本の歴史学者。金沢文庫主任学芸員。日本中世前期の政治史・国制史専攻。

## 人物・来歴
群馬県出身。1986年國學院大學大学院博士課程後期中退。2008年「金沢北条氏の研究」で國學院大學博士（歴史学）取得。

## 著作
- 『鎌倉幕府の転換点 「吾妻鏡」を読みなおす』

NHKブックス、2000年／吉川弘文館<読みなおす日本史>、2019年　ISBN　9784642071086
- 『金沢貞顕』吉川弘文館〈人物叢書〉、2003年、ISBN　9784642052283。オンデマンド版　2024年　ISBN　9784642752282
- 『金沢北条氏の研究』八木書店、2006年
- 『北条高時と金沢貞顕―やさしさがもたらした鎌倉幕府滅亡』山川出版社<日本史リブレット>、2009年
- 『鎌倉源氏三代記 一門・重臣と源家将軍』吉川弘文館<歴史文化ライブラリー>、2010年、ISBN　9784642056991。オンデマンド版　2021年　ISBN　9784642756990
- 『源頼政と木曽義仲 勝者になれなかった源氏』中央公論新社〈中公新書〉、2015年
- 『平氏が語る源平争乱』吉川弘文館<歴史文化ライブラリー>、2018年　ISBN　9784642058797
- 『八条院の世界: 武家政権成立の時代と誇り高き王家の女性』山川出版社、2021年
- 『北条政子、義時の謀略 鎌倉幕府争乱期を読む』ベストブック、2022年
- 『鎌倉幕府はなぜ滅びたのか』吉川弘文館<歴史文化ライブラリー>、2022年　ISBN　9784642059435
- 『比企氏の乱 実史』まつやま書房、2022年

### 編纂
- 『官史補任』続群書類従完成会、1998年
- 『式部省補任　正暦元年‐建武三年』八木書店、2008年
- 『金沢北条氏編年資料集』角田朋彦・野村朋弘共編 八木書店古書出版部、2013年
- 『鎌倉僧歴事典』八木書店出版部、2020年
- 『中世日本の茶と文化－生産・流通・消費をとおして アジア遊学252』勉誠出版、2020年
- 『金沢文庫古文書喫茶関係編年資料集』勉誠出版、2020年